# Nuxt.js
Nuxt.js는 Vue.js, Node.js, 웹팩, Babel.js (v2), Vite (v3) 기반의 자유-오픈 소스 자바스크립트 라이브러리이다. Nuxt는 React.js 기반의 유사 목적의 프레임워크인 Next.js의 영향을 받았다.
이 프레임워크는 2.0대 버전까지 "유니버설 애플리케이션을 위한 메타 프레임워크"로 광고되었다. 유니버셜(universal)이라는 용어는 프레임워크의 목표가 사용자들이 Vue.js 싱글 파일 컴포넌트 시스템을 활용하여 자바스크립트로 웹 뷰를 개발할 수 있게 하여 브라우저와 싱글 페이지 애플리케이션(SPA) 뷰의 기능을 모두 할 수 하면서 온전한 SPA 기능으로 재수화시키는 것이다. 3.0대 부터는 하이브리드 뷰 프레임워크(The Hybrid Vue framework)라는 슬로건을 사용한다. 하이브리드 렌더링은 2.0대의 유니버셜 렌더링에 비해 한단계 발전된 렌더링 방식이라고 주장한다.

## 같이 보기
- Vue.js
- 웹 프레임워크